# Vladislav Vlček
Vladislav Vlček (30. července 1912 Praha – 18. října 1979 Praha) byl český politik, člen lidové strany.
V období tzv. pražského jara byl nejprve ministrem zdravotnictví ČSSR, od 8. dubna do 31. prosince 1968 a posléze i prvním ministrem zdravotnictví České socialistické republiky od 8. ledna 1969 do 11. února 1971.
Od roku 1968 byl poslancem České národní rady.